# السكساكة
قرية السكساكة هي إحدى القرى التابعة لمركز طما بمحافظة سوهاج في جمهورية مصر العربية. حسب إحصاءات سنة 2006، بلغ إجمالي السكان في السكساكة 5318 نسمة، منهم 2777 رجل و2541 امرأة.